# Placă de rezonanță

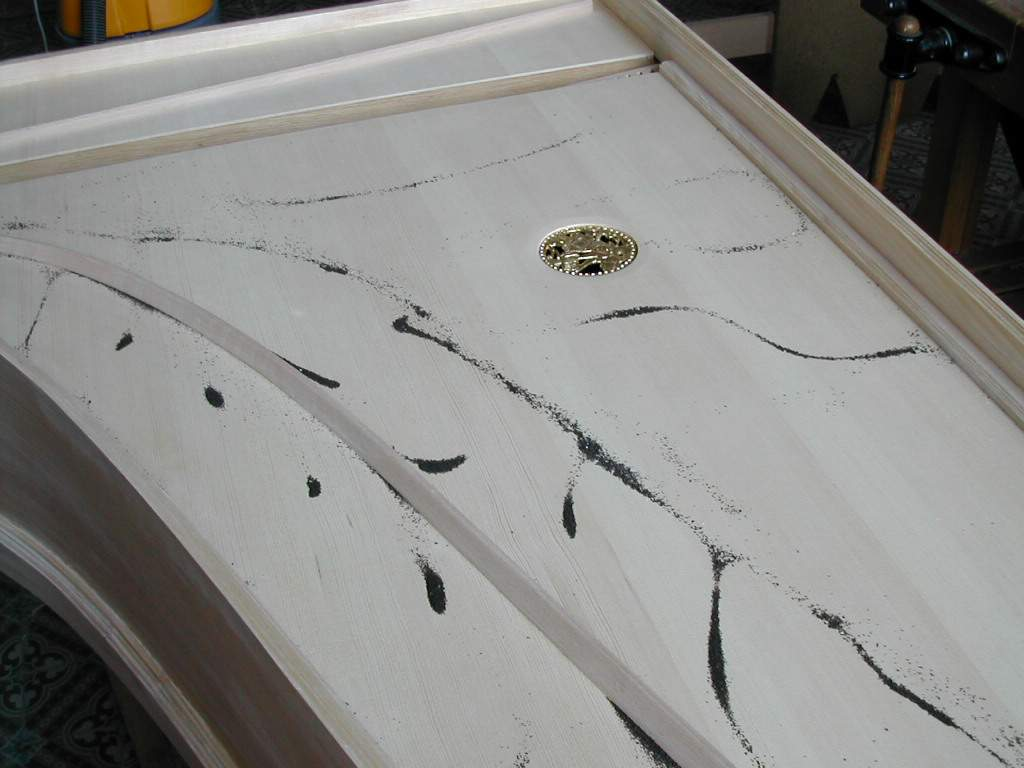
Placa de rezonanță a unui clavecin cu modele Chladni

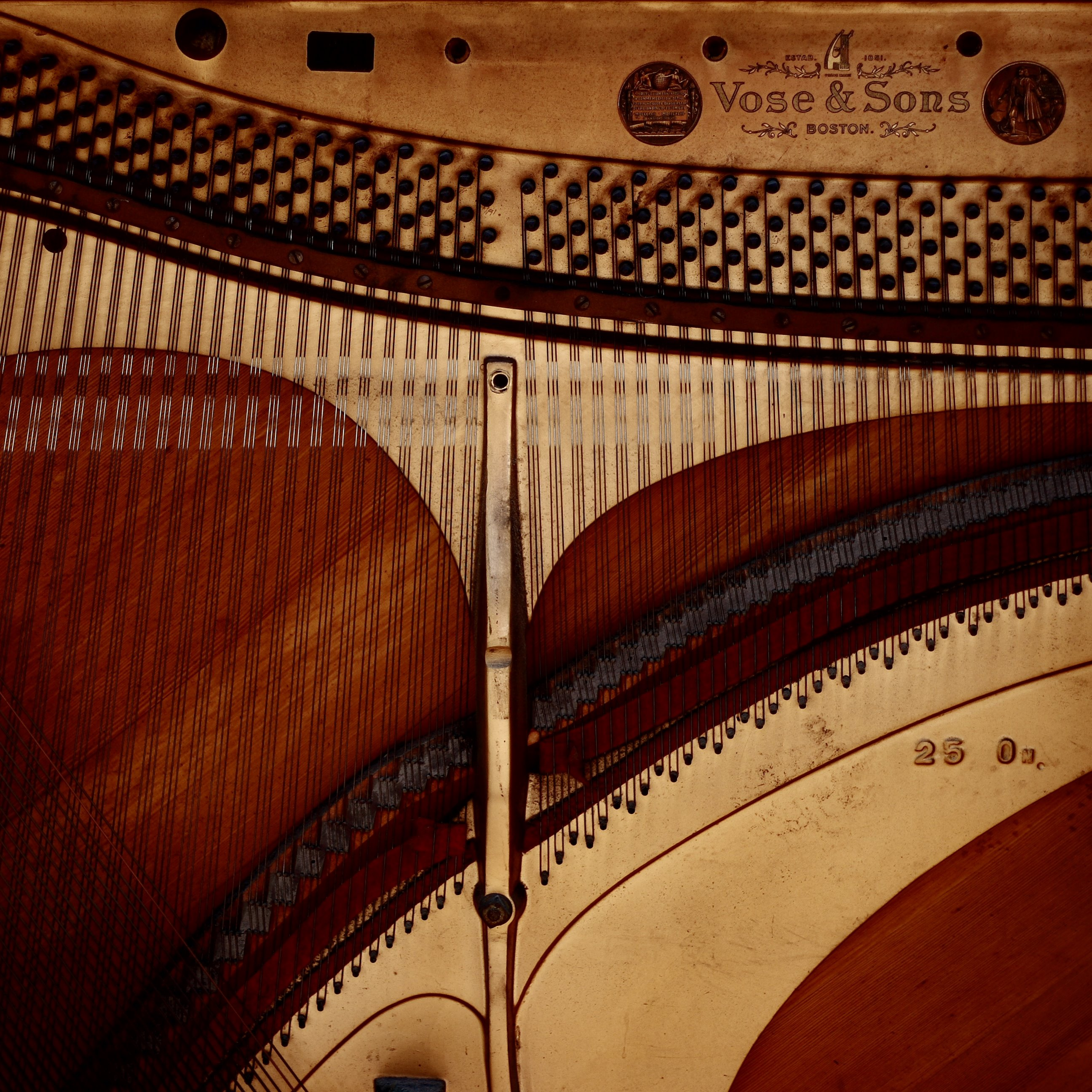
O porțiune din placa de rezonanță a unei pianine Vose & Sons

Placa de rezonanță este acea suprafață a unui instrument cu coarde alături de care coardele vibrează, în mod uzual prin intermediul călușului. Pianele, chitarele, banjo-urile și multe alte instrumente cu coarde încorporează  plăci de rezonanță. Proprietățile rezonante ale plăcii de rezonanță și interiorul instrumentului măresc cu mult intensitatea sonoră a vibrațiilor corzilor.

## Funcționare
Placa de rezonanță funcționează după principiul vibrațiilor provocate. Coarda vibrează ușor și provoacă vibrația plăcii, și în ciuda diferențelor de mărime și compoziție, determină placa să vibreze la aceeași frecvență. Aceasta produce același sunet ca și coarda singură, fiind diferit doar timbrul. Vibrația corzii produce aceeași cantitate de energie chiar și în absența plăcii, dar suprafața mai mare a plăcii de rezonanță a sunetului determină mișcarea unui volum de aer mai mare, ceea ce produce un sunet mai puternic.
Plăcile de rezonanță sunt, în mod uzual, construite din lemn tonal⁠(en)[traduceți], deși și alte materiale sunt utilizate, cum ar fi pielea și plasticul în instrumentele din familia banjo-ului. Plăcile de rezonanță din lemn au în mod obișnuit una sau mai multe găuri de sunet⁠(en)[traduceți] de forme variate: rotunde, ovale, sau de forma literei f ; așa numitele găuri f⁠(en)[traduceți]. Apar pe multe instrumente cu coarde ciupite, cum ar fi chitarele și mandolinele. Găurile f sunt utilizate în instrumentele din familia viorii. Lăutele au în mod obișnuit rozete⁠(en)[traduceți] stilizate.
Suprafața superioară a unei plăci de rezonanță, în funcție de instrument, este numită placa superioară sau burtă. În mod obișnuit este făcută din lemn de esență moale, cel mai des molid. Partea din spate, cunoscută ca spate, nu are găuri de sunet și este făcută din lemn de esență tare, cum ar fi arțarul și părul.
Într-un pian de concert, placa de rezonanță este parte a corpului pianului. Într-o pianină aceasta este o placă mare, verticală situată în spatele instrumentului. Harpa are o placă de rezonanță sub coarde.
Mai general, orice suprafață tare se poate comporta ca o placă de rezonanță. Un exemplu este atunci când se lovește diapazonul păstrându-l deasupra mesei pentru a-i amplifica sunetul.